# Evangelische Akademie
Eine Evangelische Akademie ist ein Bildungs- und Diskursort evangelischer Christen in Deutschland. Die Tagungsstätten sind Einrichtungen einer evangelischen Landeskirche oder eines mit ihr verbundenen Vereins. Die Akademien führen Konferenzen, Tagungen, Symposien, Konsultationen, Werkstätten und Projekte zu verschiedenen gesellschaftlichen, kirchlichen, religiösen oder ethischen Themen anbietet. Trotz der Verbundenheit mit ihrer Landeskirche haben die Akademien eine weitreichende Autonomie. Sie finanzieren sich aus kirchlichen und öffentlichen Mitteln sowie durch Teilnehmerbeiträge und Spenden.
Die Evangelischen Akademien entstanden nicht wie normale Akademien als gelehrte Forschungsanstalten oder wissenschaftliche Ausbildungsstätten, sondern knüpften an die ursprünglich griechische Idee der Akademie Platos an und wollten Stätten des kultivierten Gesprächs sein:

„Die Wahrheit über das Wesen der Dinge, der Menschen und Gottes im gemeinsamen Gespräch zu ergründen“

Die Evangelischen Akademien entstanden nach dem Zweiten Weltkrieg unter anderem als Antwort auf die Zerstörung des Geistes und den Vertrauensbruch staatlicher Macht während der Zeit des Nationalsozialismus. Sie gingen aus einer Laienbewegung hervor. Als erste Evangelische Akademie wurde am 29. September 1945 die Evangelische Akademie Bad Boll durch Eberhard Müller und Landesbischof Theophil Wurm gegründet. Im selben Jahr entstand die Evangelische Akademie Hamburg.
Die Evangelischen Akademien werden in der Regel von einem Direktor geleitet. Für die inhaltliche Arbeit sind Studienleiter verantwortlich.

## Akademien der Landeskirchen in Deutschland
In Deutschland schlossen sich 16 Akademien (Stand 19. August 2024) im Verein Evangelische Akademien in Deutschland e. V. (EAD) zusammen, dessen Geschäftsstelle sich in Berlin befindet. Er ist die Nachfolgeeinrichtung der 1947 in Echzell gegründeten Arbeitsgemeinschaft Evangelischer Akademien und vereinigt seit 1991 die Evangelischen Akademien aller Landeskirchen in Ost und West-Deutschland. Der Verein arbeitet als Teil einer weltweiten christlichen Laienbewegung eng mit anderen kirchlichen Zentren und Tagungsstätten in Europa und mit dem Ökumenischen Rat der Kirchen zusammen.

### Evangelische Landjugendakademie Altenkirchen
Die Evangelische Akademie Altenkirchen wurde am 28. Oktober 2012 von der Mitgliederversammlung der Evangelischen Akademien als 17. ordentliches Mitglied in den Verein aufgenommen. Direktorin der Akademie ist Anke Kreutz. Die Evangelische Landjugendakademie wird getragen vom Verein zur Förderung der Evangelischen Jugend auf dem Lande e. V. Sie arbeitet EKD-weit auf dem Gebiet der Jugend- und Sozialarbeit. Ihre Tagungsstätte befindet sich in der Kreisstadt Altenkirchen in Rheinland-Pfalz. Die Akademie Altenkirchen bietet Veranstaltungen für Multiplikatorinnen und Multiplikatoren an, darüber hinaus aber auch Tagungen für ein allgemeines Publikum.

### Evangelische Akademie Bad Boll

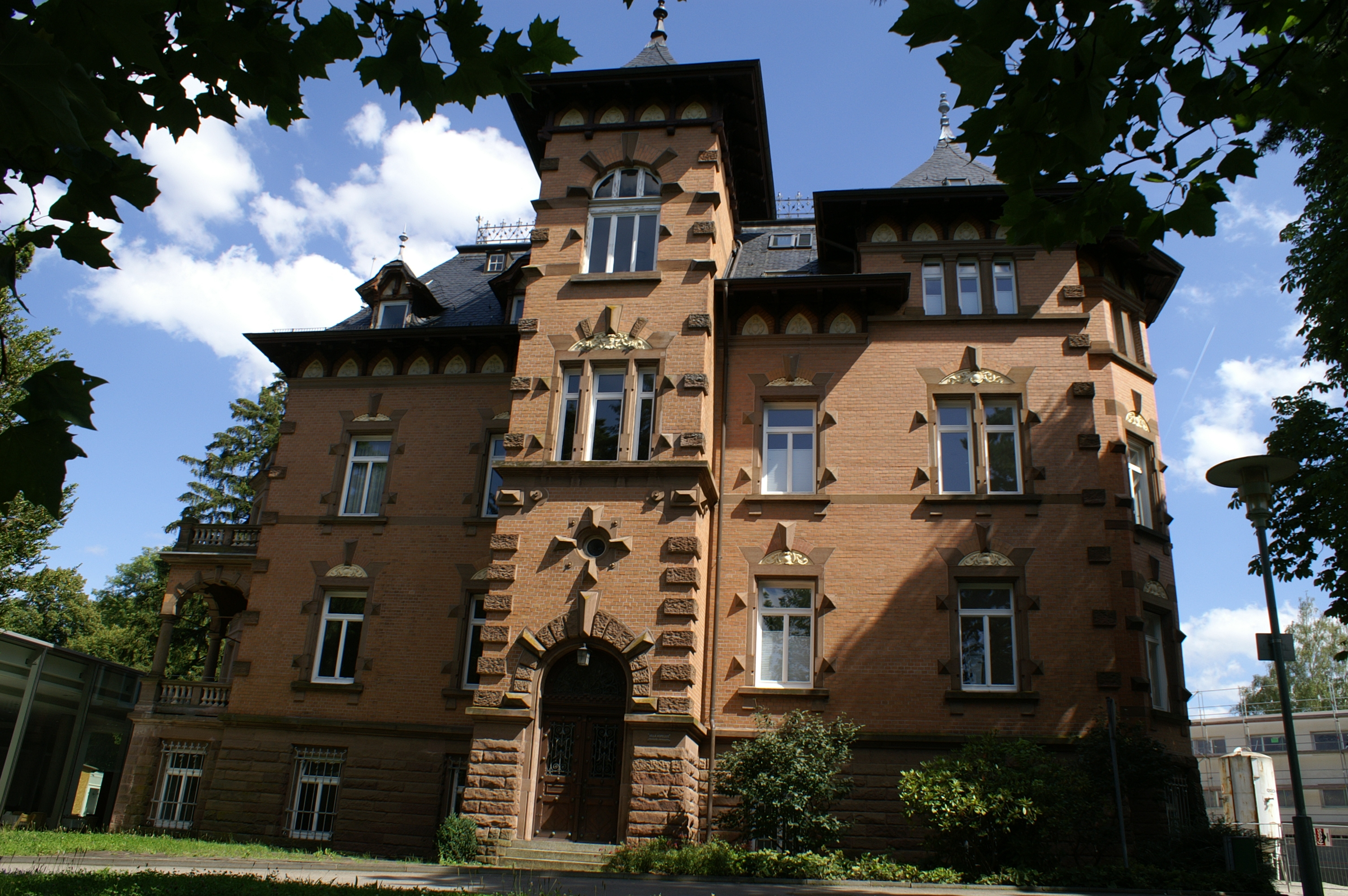
Historischer Teil aus dem 19. Jahrhundert der Evangelischen Akademie Bad Boll

Die Evangelische Akademie Bad Boll wurde am 29. September 1945 im Kurhaus Bad Boll auf Einladung vom damaligen württembergischen Landesbischof Theophil Wurm als erste kirchliche Akademie in Deutschland gegründet. Sie hat bis heute ihre Tagungsstätte in Bad Boll im Landkreis Göppingen, ist eine Einrichtung der Evangelischen Landeskirche in Württemberg und die größte kirchliche Akademie in Europa.

### Evangelische Akademie Baden
Die Evangelische Akademie Baden wurde durch Beschluss des Oberkirchenrats der Vereinigten Evangelisch-protestantischen Landeskirche Baden (heute Evangelische Landeskirche in Baden) vom 19. Juni 1947 mit Sitz in Herrenalb eingerichtet. Ihre Tagungsstätte ist bis heute in Bad Herrenalb, einer Kleinstadt im Landkreis Calw, hier tagt auch regelmäßig die badische Landessynode. Eine Besonderheit ist, dass Bad Herrenalb und die umliegenden Kirchengemeinden selbst zum Gebiet der Evangelischen Landeskirche in Württemberg gehören. Sitz der Akademie ist im Evangelischen Oberkirchenrat in Karlsruhe. Die Akademie wird seit 2015 von Pfarrerin Arngard Uta Engelmann als Direktorin geleitet.

### Evangelische Akademie zu Berlin
Die Akademie wurde 1951 als Akademie Berlin-Brandenburg von Erich Müller-Gangloff gegründet und bis 1970 geleitet. Ab 1953 gab es Büros in beiden Teilen der Stadt, ab 1957 fungierte Gerhard Bassarak als Studienleiter für die Arbeit in Ostberlin und Brandenburg. Das gemeinsame Tagungshaus war bis 1961 das auf der Insel Schwanenwerder nach Adam von Trott benannte Haus, später ein Haus am Kleinen Wannsee.
Nach der Teilung der Stadt 1961 behielt die „Ost-Akademie“ den Namen Evangelische Akademie Berlin-Brandenburg bei, während im Westen die Akademie ab 1977 als Teil des Evangelischen Bildungswerkes unter dem Namen Evangelische Akademie West-Berlin weiterarbeitete. Leiter waren bis 1972 Günter Brakelmann, anschließend bis 1978 Günter Berndt, bis 1986 Franz Freiherr von Hammerstein-Equord und bis 1988 Reinhard von Loewenich. Von 1970 bis 1988 war der später als Stasi-Agent enttarnte Peter Heilmann Studienleiter. Sein Nachfolger wurde Hubertus Knabe. Im Ostteil leiteten unter anderem Elisabeth Adler (1967–1987) und Walther Bindemann (1987–1989) die Akademie.
1989 begann der Wiedervereinigungsprozess beider Akademien. 1993 wurde ein Gründungskuratorium gebildet und 1999 konnte der Prozess abgeschlossen werden. Gründungsdirektor wurde Rolf Hanusch (1943–2003). Seither fungiert die Akademie in der Rechtsform einer gemeinnützigen GmbH. Gesellschafter ist neben der Evangelischen Kirche Berlin-Brandenburg-schlesische Oberlausitz nun auch die Evangelische Kirche in Deutschland (EKD). Die Tagungsstätte am Kleinen Wannsee zog wieder in das Adam-von-Trott-Haus auf der Havelinsel Schwanenwerder um. Seit 2020 ist die Literaturwissenschaftlerin Friederike Krippner Direktorin der Akademie. Ehrenamtlicher Präsident der Akademie war von 2009 bis 2021 der Historiker Paul Nolte, als Nachfolger des Journalisten Robert Leicht.

### Evangelische Akademie Braunschweig / Abt Jerusalem
Die Evangelische Akademie Braunschweig ging am 1. Januar 2010 aus dem Zusammenschluss der früheren Evangelischen Akademie und des Ev. Klosterforums (Stadtakademie) hervor. Sie ist nach dem Braunschweiger Aufklärungstheologen, Bildungsreformer und Abt Johann Friedrich Wilhelm Jerusalem benannt und wird von Pfarrerin Kerstin Vogt geleitet.

### Evangelische Akademie Frankfurt

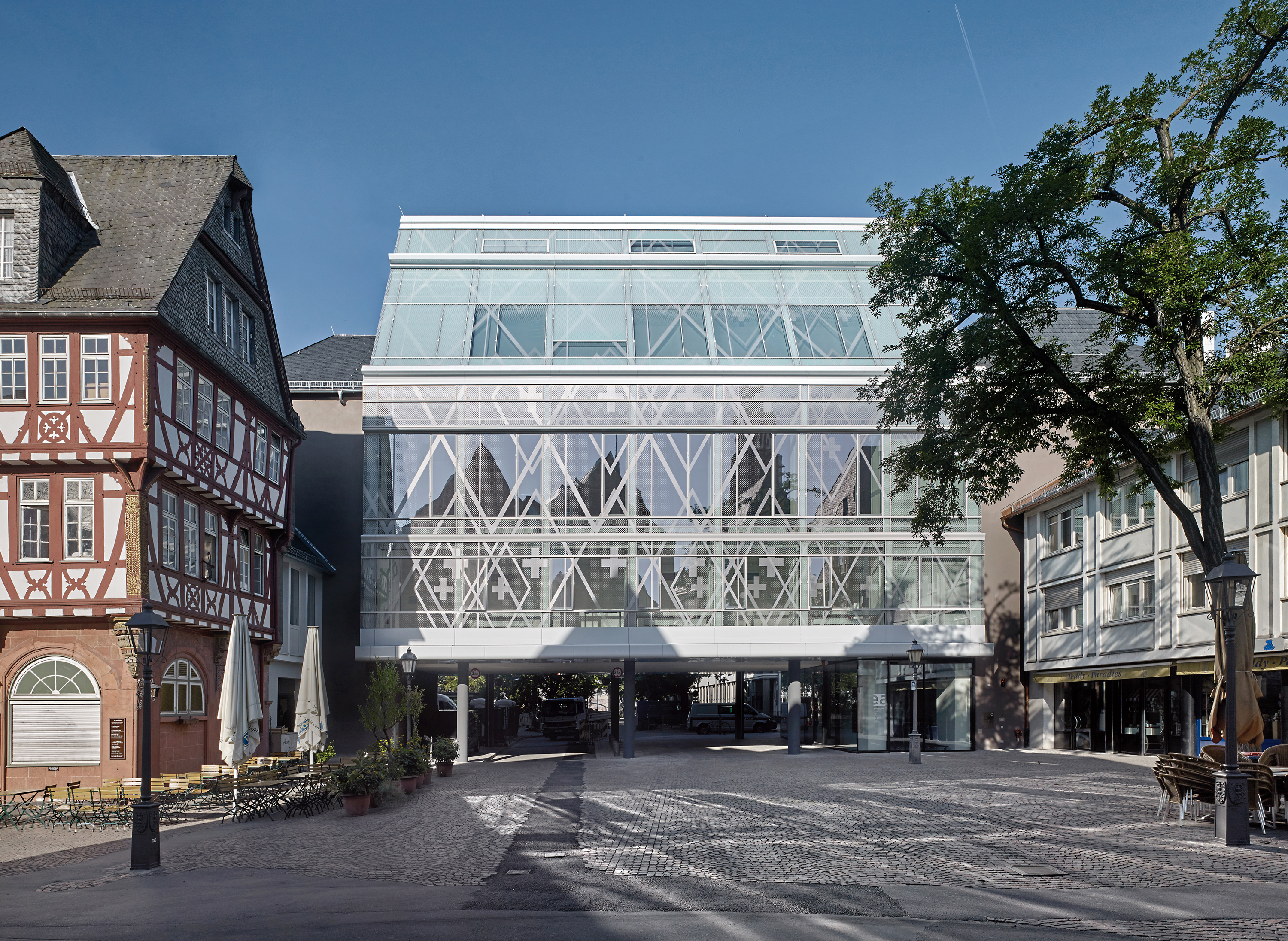
Evangelische Akademie Frankfurt

Die Evangelische Akademie Frankfurt geht auf zwei Vorgängerinstitutionen zurück: die 1946 gegründete Evangelische Akademie in Hessen und Nassau mit Sitz in Schmitten-Arnoldshain (Hochtaunuskreis) und die 1970 gegründete Evangelische Stadtakademie Römer9 in Frankfurt am Main. Die Fusion beider Akademien zur Evangelischen Akademie Frankfurt erfolgte 2012.

### Evangelische Akademie Hofgeismar

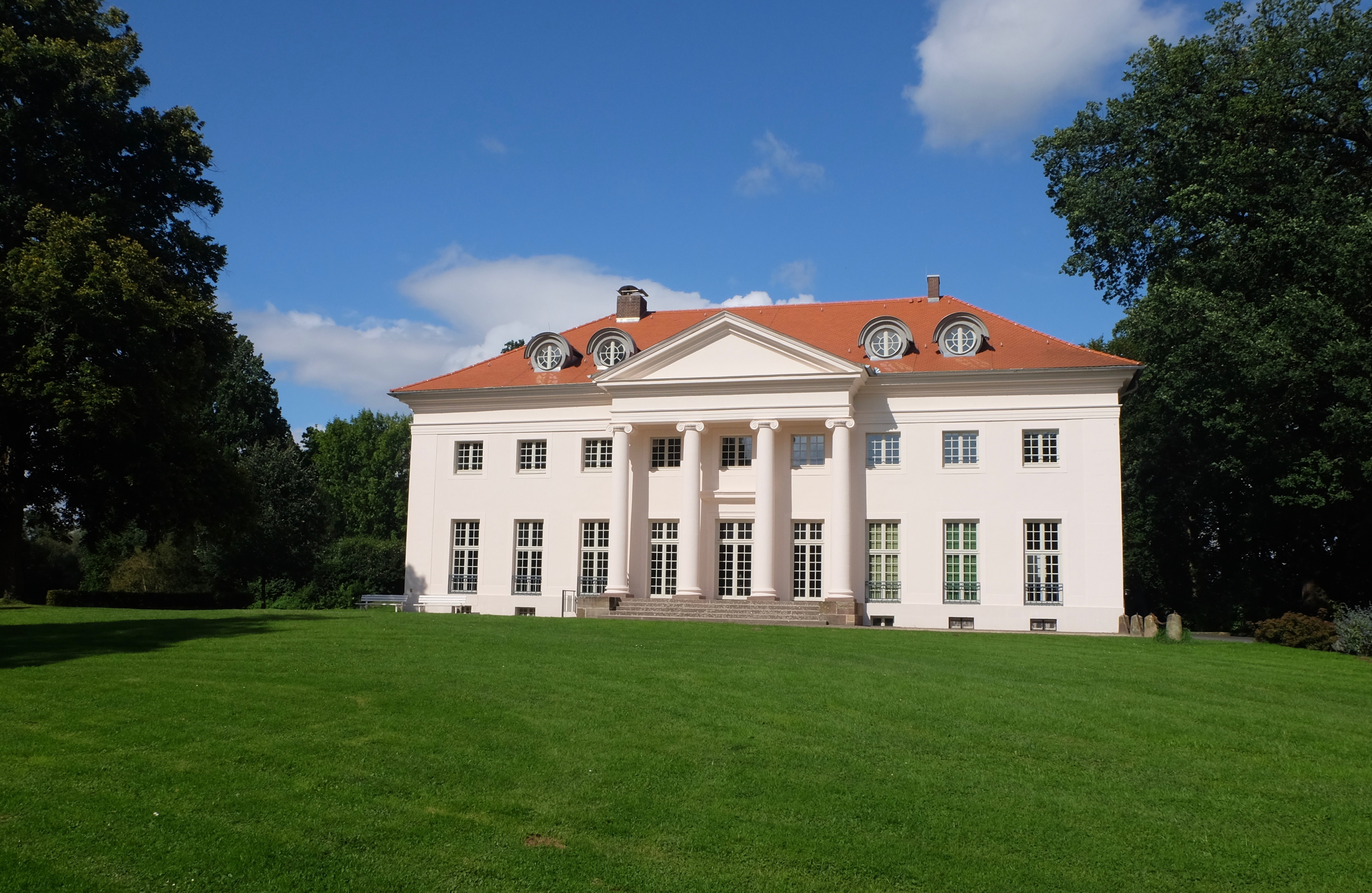
Das Schlösschen Schönburg, das von der Ev. Akademie Hofgeismar genutzt wird

Die Evangelische Akademie Hofgeismar wurde 1947 als Einrichtung der Evangelischen Kirche von Kurhessen-Waldeck gegründet. Die Evangelische Akademie steht auch für Gasttagungen zur Verfügung. Sie wird von Pfarrer Bernd Kappes geleitet.

### Evangelische Akademie Loccum
Die Evangelische Akademie Loccum wurde nach dem Zweiten Weltkrieg 1946 als Einrichtung der Evangelisch-Lutherischen Landeskirche Hannovers vom damaligen Landesbischof Hanns Lilje gegründet. Ihre Tagungsstätte befindet sich in Loccum (heute ein Ortsteil der Stadt Rehburg-Loccum) im Landkreis Nienburg/Weser.

### Evangelische Akademie der Nordkirche
Die Evangelische Akademie der Nordkirche wurde Pfingsten 2012 gegründet. Mit der Gründung der Evangelisch-Lutherischen Kirche in Norddeutschland (Nordkirche) am 27. Mai 2012 schlossen sich auch die zwei Akademien ihrer Vorgängerkirchen zusammen:
- die 2007 gegründete Evangelische Akademie der Nordelbischen Kirche. Deren Vorgängereinrichtung war die Evangelische Akademie Nordelbien die von 1977 bis 2003 bestand, mit Tagungsstätten Hamburg und Bad Segeberg, und die ihrerseits aus der 1945 gegründeten Evangelischen Akademie Hamburg hervorgegangen war.[2]
- die 1998 gegründete Evangelische Akademie Mecklenburg-Vorpommern in Trägerschaft der beiden evangelischen Landeskirchen in Mecklenburg-Vorpommern, nämlich der Evangelisch-Lutherischen Landeskirche Mecklenburgs und der Pommerschen Evangelischen Kirche. Deren Vorgängereinrichtungen waren die Evangelische Akademie Greifswald und die Mecklenburgische Evangelische Akademie in Rostock.

Die Evangelische Akademie der Nordkirche hat eine gemeinsame Leitung und zwei Geschäftsstellen in Hamburg und Rostock. Die bisherigen Leiter der Akademien, Jörg Herrmann (Hamburg) und Klaus-Dieter Kaiser (Rostock), verantworten das Programm gemeinsam.

### Evangelische Akademie der Pfalz
Die Einrichtung der Evangelischen Kirche der Pfalz (Protestantische Landeskirche) hat in Landau ihre Tagungsstätte.

### Evangelische Akademie im Rheinland
Die Evangelische Akademie im Rheinland ist eine Einrichtung der Evangelischen Kirche im Rheinland. Sie wurde am 7. Dezember 1952 gegründet. Nach dem Ort ihrer Gründung und ihrem ersten Sitz hieß sie bis 2004 Evangelische Akademie Mülheim an der Ruhr. Aufgrund eines Beschlusses der Landessynode zog die Akademie zum 1. Januar 2004 nach Bonn-Bad Godesberg um. Seit März 2016 hat die Akademie ihr Büro in Bonn-Beuel und arbeitet mit einer neuen, von der Landessynode 2016 beschlossenen Konzeption. Die Akademie hat kein festes Tagungshaus mehr, sondern lädt jetzt an unterschiedlichen Orten im Raum der rheinischen Kirche zu Veranstaltungen ein. Bei ihren Veranstaltungen kooperiert sie mit Kirchenkreisen, Gemeinden und anderen kirchlichen Partnern ebenso wie mit Institutionen aus Wissenschaft, Wirtschaft, Politik oder Zivilgesellschaft. Das Themenspektrum konzentriert sich auf fünf Bereiche – Wissenschaft, Politik, Wirtschaft, Gesellschaftlicher Zusammenhalt und Neue Medien. Über die Internet-Angebote werden die unterschiedlichen Aktivitäten der Akademie zusammengebunden und durch eigenständige Online-Angebote, wie z. B. die Akademiegspräche, ergänzt. Akademiedirektor ist seit 2005 Frank Vogelsang.

### Evangelische Akademie Sachsen
Die Evangelische Akademie Sachsen ist eine Einrichtung der Evangelisch-Lutherischen Landeskirche Sachsens. Sie wurde vom Ehepaar Georg und Magdalena Muntschick 1949 in Meißen gegründet. 1992 zog sie in den Klosterhof St. Afra liegt in der Altstadt von Meißen in unmittelbarer Nähe des Meißner Doms.
Seit September 2020 ist der Sitz der Akademie das „Dreikönigsforum Dresden“ im Haus der Kirche Dresden bei der Dresdner Dreikönigskirche. In diesem Zuge wurde sie von Evangelische Akademie Meißen in Evangelische Akademie Sachsen umbenannt. Ihre Tagungsstätten sind der Klosterhof St. Afra in Meißen und das Dreikönigsforum Dresden.

### Evangelische Akademie Sachsen-Anhalt
Die Akademie wurde 1948 vom damaligen Präses der Evangelischen Kirche der Kirchenprovinz Sachsen Lothar Kreyssig gegründet. Sie nahm Anfang Dezember 1948 in Wittenberg ihre Arbeit auf. Später hatte sie mehrere Tagungsorte, bis sie 1997 wieder nach Lutherstadt Wittenberg zurückkehrte. Als gemeinnütziger Verein organisiert ist sie ein kirchliches Werk, getragen von der Evangelischen Kirche in Mitteldeutschland und der Evangelischen Landeskirche Anhalts
Seit 2001 ist die Evangelische Akademie Sachsen-Anhalt Träger von ConAct, dem Koordinierungszentrum Deutsch-Israelischer Jugendaustausch. Das Kirchliche Forschungsheim gehört seit 2005 zur Akademie.

### Evangelische Akademie Thüringen

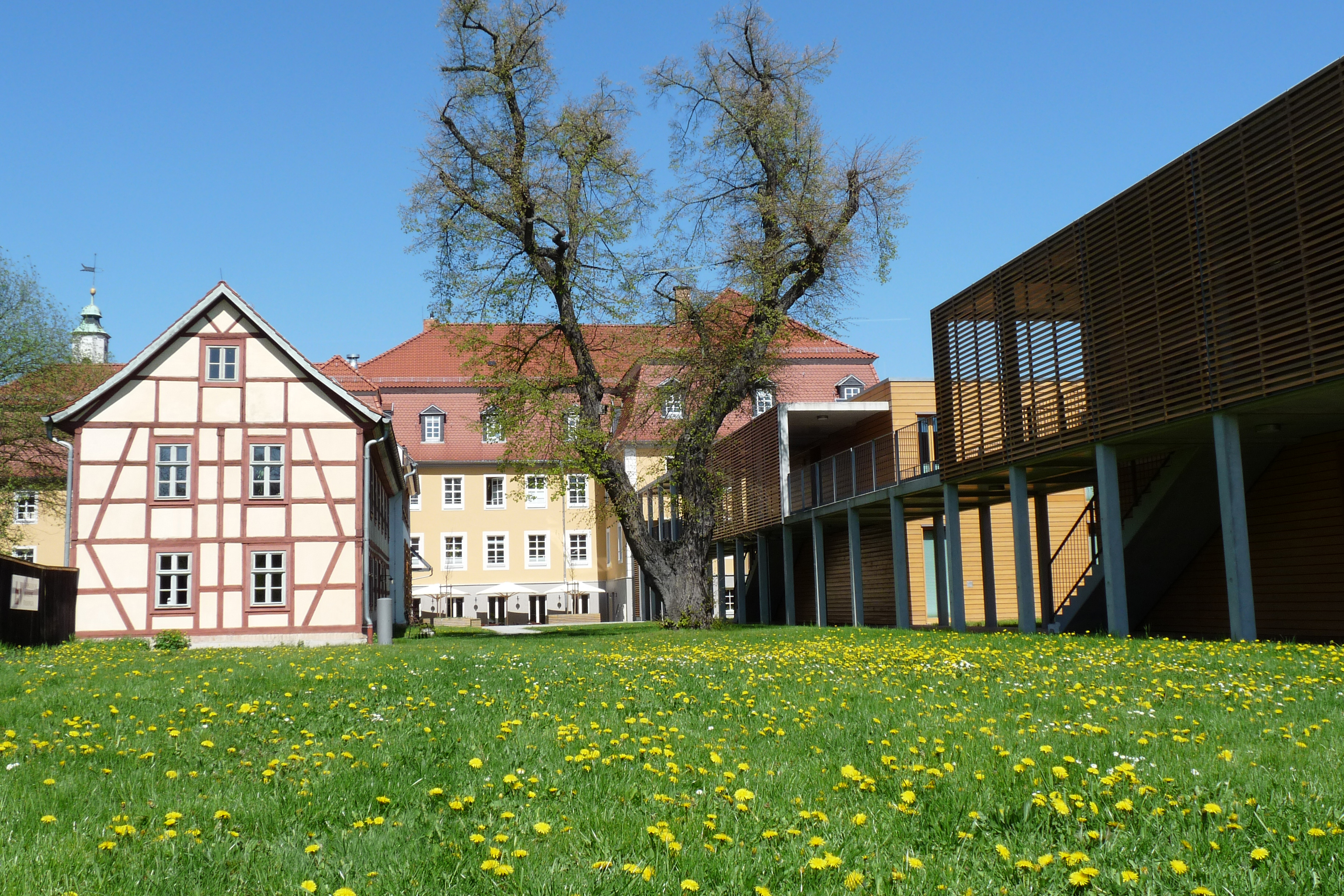
Evangelische Akademie Thüringen, Blick vom Garten

Die Akademie wurde 1947 von der Evangelisch-Lutherischen Kirche in Thüringen gegründet. Sie hat ihren Sitz im Zinzendorfhaus, dem ehemaligen Schwesternhaus der Herrnhuter Brüdergemeine in Neudietendorf, Landkreis Gotha.

#### Die Gründung (1947)
Der Beginn der Arbeit der Evangelischen Akademie Thüringen (EAT) lässt sich auf das Jahr 1947 zurückverfolgen. Die Thüringer evangelische Kirche war bestrebt, wie andere Landeskirchen auch, unter dem Eindruck von Krieg und Nationalsozialismus deutliche Zeichen zur gesellschaftlichen Neuorientierung zu setzen. Dazu gehörte auch, dass sich die christliche Bildungswelt zu Wort meldete. Die Anregung für eine Zusammenkunft christlicher Akademiker in Thüringen geht auf den Jenaer Philosophen Gottfried Martin zurück. Der zuständige Dezernent im Kirchenamt, Erich Hertzsch, griff Martins Vorschlag auf und organisierte für August 1947 eine Tagung unter dem Motto Glauben und Wissenschaft. Nach erfolgreichem ersten Treffen wurden neue Zusammenkünfte im Rahmen einer Thüringer evangelischen Forschungsakademie geplant. Interdisziplinäre Tagungsthemen waren u. a. Erziehungswissenschaft und Evangelium, Das Menschenbild und Das Todesproblem. Jedoch hatte das Konzept einer Thüringer evangelischen Forschungsakademie nur wenige Jahre Bestand, da einige tragende Personen als Angehörige einer bürgerlichen Bildungselite von ihren Lehrstühlen und aus der DDR verdrängt wurden.

#### Akademie in der DDR-Diktatur (1953–1961)
Nachdem der Bestand Theologischer Fakultäten in der DDR gesichert war, traten akademische Ambitionen für die Akademie in den Hintergrund. Sie wurde zu einer bescheidenen kirchlichen Tagungseinrichtung umgestaltet, für die ein hauptamtlicher Leiter angestellt wurde. 1953 wurde die Akademiearbeit in den Gemeindedienst der Evangelisch-Lutherischen Kirche in Thüringen eingegliedert.
Die Leitung übernahm Pressepfarrer Hans Waldmann. Waldmann sammelte um sich ein relativ großes Team ehrenamtlicher Mitarbeiter, die Tagungen organisierten und durchführten. Während der Amtszeit von Hans Waldmann standen der EAT Räume im Wartburgverlag Jena für kleinere Veranstaltungsformen zur Verfügung. Für Wochenendtagungen nutzte man häufig das Zinzendorfhaus in Neudietendorf. Es bildeten sich fünf Schwerpunkte heraus: überregionale berufsständische Tagungen, Weiterbildungen für der Kirche nahestehende Berufe (wie z. B. Steinmetze oder Friedhofspfleger), themenorientierte Tagungen, Akademie-Mitarbeitertagungen und Veranstaltungen in Kirchgemeinden. Die Angebote konnten ein breites Publikum ansprechen. Im Februar 1955 wurde ein ständiger Akademie-Beirat ins Leben gerufen.
Nach dem Ausscheiden von Waldmann übernahm der Historiker Waldemar Wucher die Leitung der Akademie. Mit Wucher profilierte sich die Institution in Richtung eines offenen Gesprächsforums. „Es kommt nicht nur darauf an, dass man eine Sache verstehen lernt, sondern dass man einander versteht“, so hatte Wucher formuliert. Akademiearbeit war nun stärker kommunikationsorientiert und gemeinschaftsbezogen. Um einer staatlichen Begrenzung auf den binnenkirchlichen Raum entgegenzuwirken, lud Wucher für jede Tagung westdeutsche Gäste ein. Neben Tagungen zum Problemfeld Moderne Gesellschaft und christlicher Glaube gab es Tagungen zu Kunst- und Literaturfragen, Jugendtagungen, Einkehrtage und Meditationskurse. Eine Auswahl von auf Akademietagungen gehaltenen Referaten konnte unter dem Titel Offen für Gott und die Welt als Buch erscheinen. Wuchers weitreichende gesamtdeutsche Kontakte, beispielsweise zum Leiterkreis Evangelischer Akademien in Deutschland, wurden ihm schließlich zum Verhängnis. Im Oktober 1961 wurde er für mehrere Jahre inhaftiert. Im Jahr des Mauerbaus endete so die Blütezeit der Evangelischen Akademie Thüringen.

#### Akademie in der Nische (1961–1989)
Um Konflikte mit staatlichen Stellen zu vermeiden, wurden die Aktivitäten der EAT von der Kirchenleitung nicht weiter entwickelt. In den folgenden Jahren sank die Zahl der Akademieveranstaltungen erheblich. Unter dem neuen Leiter und späteren Ökumenik-Professor an der Sektion Theologie in Jena, Walter Saft, wurden Beirat und Mitarbeiterstab schrittweise abgeschafft. Die Evangelische Akademie verschwand aus der öffentlichen Wahrnehmung und führte forthin ein Schattendasein. Trotzdem wurden verschiedene Tagungen angeboten, die sich mit wissenschaftsethischen, medizinethischen oder literarischen Themen befassten.
Ab 1985 gab es unter der Leitung von Kerstin Zitzmann (verheiratete Voigt), Wissenschaftliche Sekretärin an der Theologischen Fakultät, wieder ein reguläres Jahresprogramm. Die Besucher schätzten die Akademie als einen geschützten Raum des freien Meinungsaustauschs und der christlichen Werte. Christliche Kunst und Spiritualität spielten eine größere Rolle als kirchenpolitische Themen jener Zeit, wie etwa die Frauenordination oder das Rassismusprogramm des Ökumenischen Rates der Kirchen, die in den ostdeutschen Schwester-Akademien behandelt wurden.

#### Akademie in der demokratischen Gesellschaft (1989/1990)
Nach dem Zusammenbruch der DDR bot die EAT einen Ort der sozialen und persönlichen Neuorientierung. 1991 wurde die EAT unter ihrem neuen Leiter, dem Theologen Götz Planer-Friedrich, als Institution wiederbelebt. Sie profitierte unter den nun gesamtdeutschen, demokratischen Verhältnissen von der öffentlichen Anerkennung als freier Bildungsträger. Studienleiter und Angestellte sowie ein eigenes Haus auf dem Gelände des Zinzendorfhauses in Neudietendorf kamen hinzu.
Mit ihren Studienleiterstellen Theologie/Geschichte/Politik, Gesellschaftspolitische Jugendbildung und Medien- und Öffentlichkeitsarbeit bestimmt sich das Profil der EAT. Sie verknüpft evangelische Bildung und Verkündigung mit aktuellen gesellschaftlichen Debatten und Entscheidungsprozessen, bietet aber auch Raum für Einkehr und Besinnung.

### Evangelische Akademie Tutzing

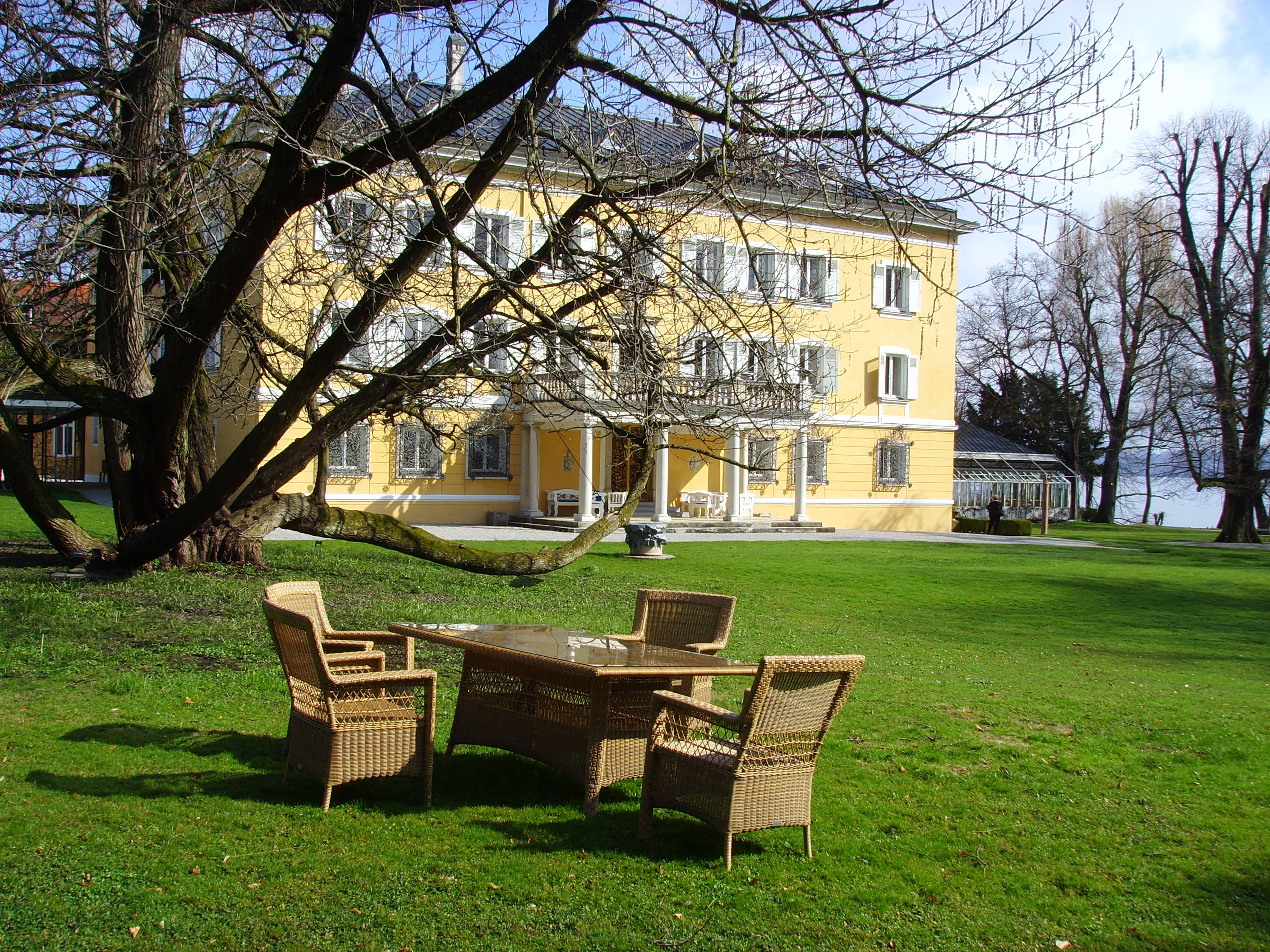
Schloss Tutzing, Haupthaus

Die Evangelische Akademie Tutzing wurde am 15. Juni 1947 vom damaligen Landesbischof der Evangelisch-Lutherischen Kirche in Bayern Hans Meiser gegründet. Ihre Tagungsstätte befindet sich im Schloss von Tutzing, am Starnberger See, in Oberbayern. Deutschlandweit wurde die Akademie im Jahr 1961 bekannt, als sie einen Wettbewerb für neue religiöse Lieder ausschrieb. Den 1. Preis gewann das Lied Danke für diesen guten Morgen von Martin Gotthard Schneider, interpretiert vom Botho-Lucas-Chor.

### Evangelische Akademie Villigst
Die Evangelische Akademie Villigst, vormals Evangelische Akademie Iserlohn, ist eine Einrichtung der Evangelischen Kirche von Westfalen und hat ihre Tagungsstätte im Haus Villigst in Schwerte. Bis Ende 2007 hatte sie ihren Sitz im Haus Ortlohn in Iserlohn.

### Ehemalige Akademien

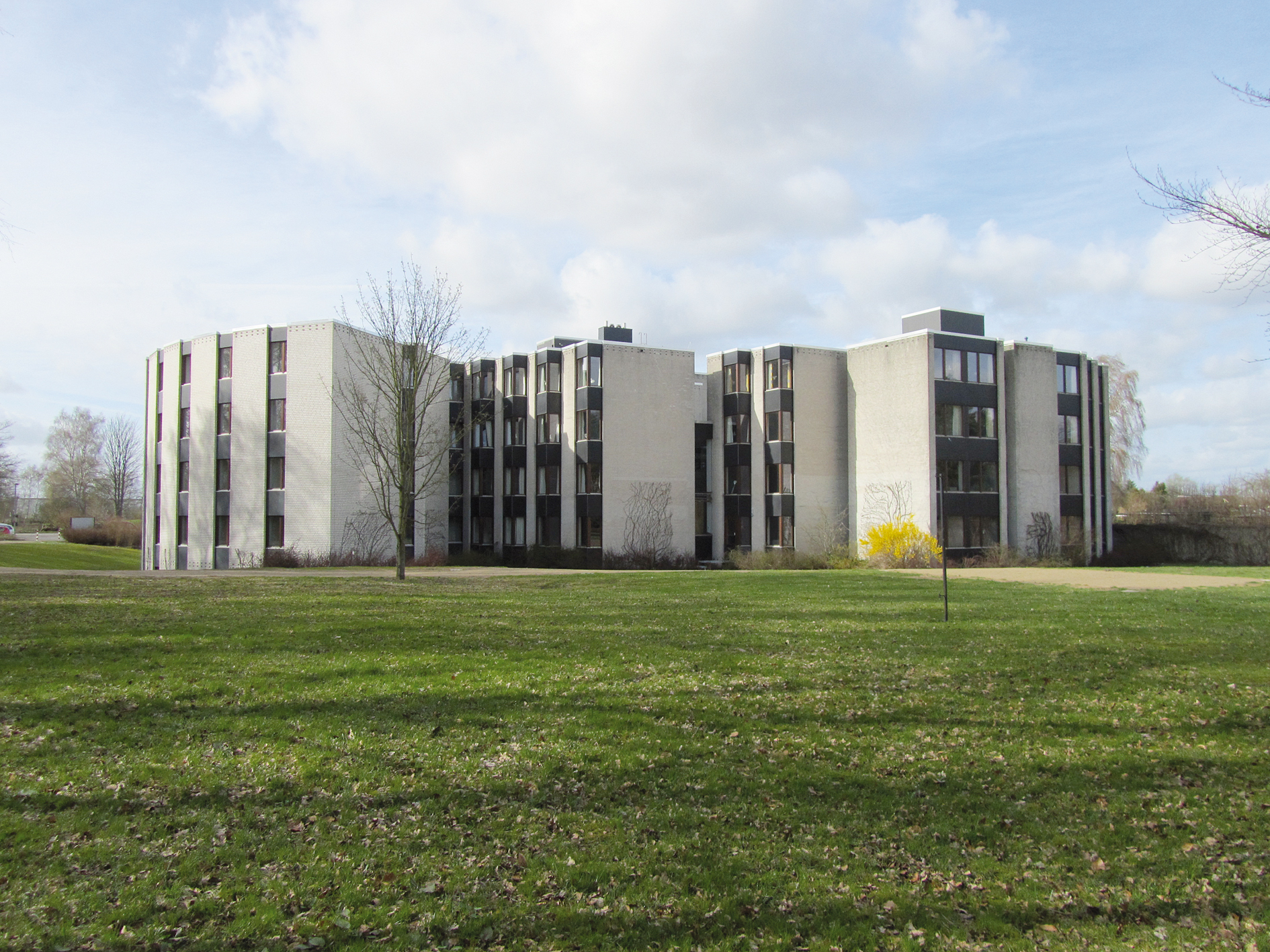
Ehemalige evangelische Akademie Bad Segeberg

#### Evangelische Sozialakademie Friedewald
Die Akademie wurde 1949 als Evangelische Sozialschule Friedewald vom Verein Haus Friedewald gegründet und 1951 in Evangelische Sozialakademie Friedewald umbenannt. Sie arbeitete EKD-weit auf dem Gebiet der Wirtschaft und Arbeitswelt und war die einzige Aus- und Fortbildungseinrichtung für evangelische Sozialsekretäre. Seit 2004 war die Akademie zudem Sitz der Stiftung Sozialer Protestantismus, die ab 2012 rechtlicher Träger der Sozialakademie war. 2006 wurde der hauptamtlichen Akademiebetrieb eingestellt und die Tagungsarbeit ehrenamtlich in geringem Umfang fortgeführt, 2018 wurde der Seminarbetrieb eingestellt. Ihre Tagungsstätte befand sich auf Schloss Friedewald im Landkreis Altenkirchen.

#### Evangelische Akademie Görlitz
Die Evangelische Akademie Görlitz hatte ihre Tagungsstätte in Markersdorf, Ortsteil Jauernick im Landkreis Görlitz.

#### Akademie in der Evangelisch-Lutherischen Kirche in Oldenburg
Die Akademie der Evangelisch-Lutherischen Kirche in Oldenburg ist seit dem 1. Februar 2022 geschlossen.

## Weitere Evangelische Akademien in Deutschland
Neben den von den Landeskirchen getragenen großen evangelischen Akademien gibt es zahlreiche weitere evangelische Bildungseinrichtungen, die sich „Akademie“ nennen, unter anderem die so genannten evangelischen Stadtakademien.
Die Evangelische Akademie im Saarland arbeitete als so genannte Flächenakademie, ihre Studienleiter sind unterwegs in den Gemeinden und Kirchenkreisen im Saarland. Sie wird von einem Verein gleichen Namens mit Sitz in Völklingen (Regionalverband Saarbrücken) unterhalten. Sie ist nicht Mitglied des Vereins Evangelische Akademien in Deutschland (EAD).

## Evangelische Akademien außerhalb Deutschlands

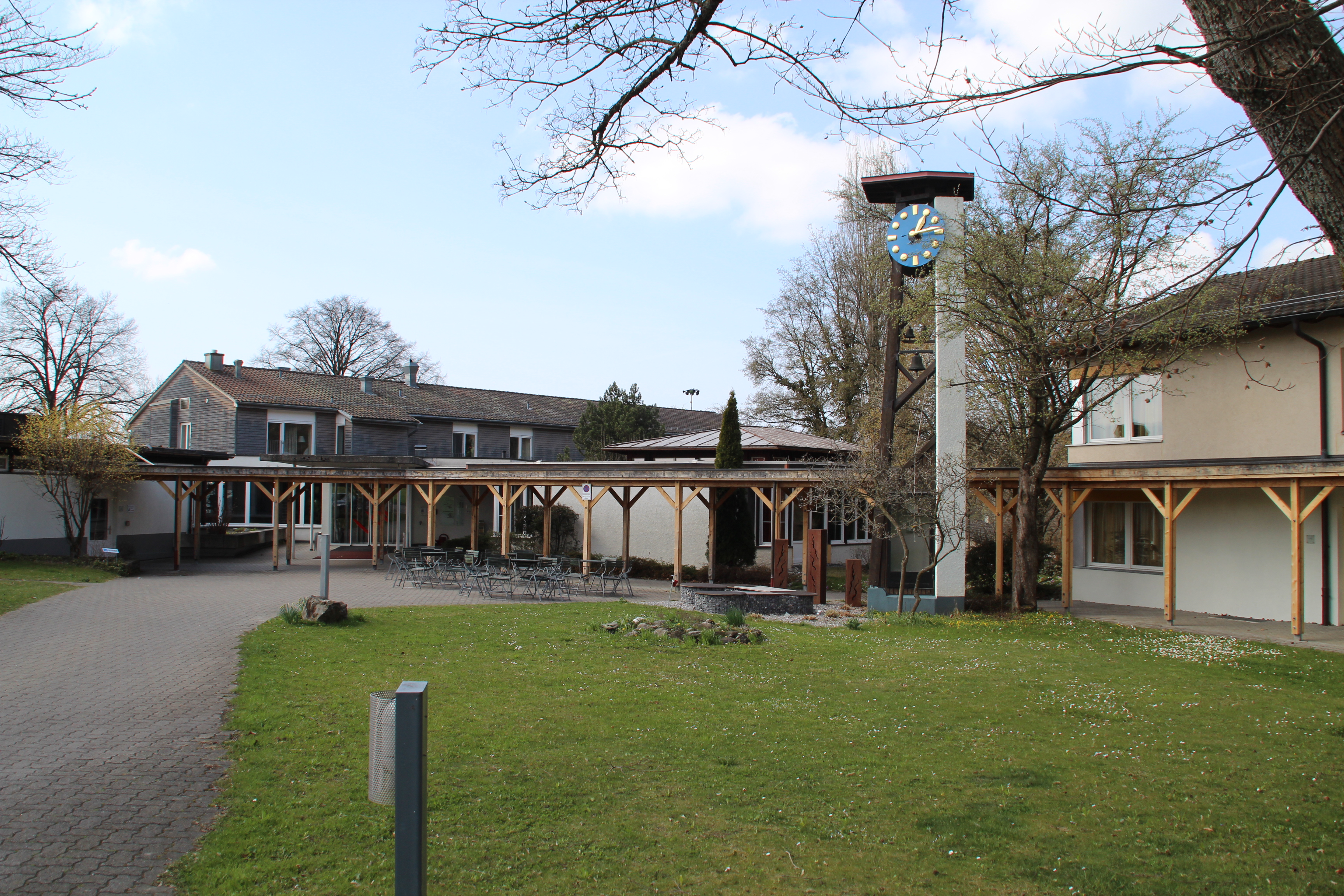
Zentrum Boldern oberhalb von Männedorf

### Schweiz
- Evangelische Akademie Boldern in Männedorf, Kanton Zürich, gegründet 1947
- Tagungshaus Leuenberg in Hölstein, Kanton Basel-Landschaft

### Österreich
- Evangelische Akademie Wien

### Rumänien
- Evangelische Akademie Siebenbürgen in Hermannstadt, gegründet 1991